# JaVale McGee
Javale McGee (Flint, Michigan, 19. siječnja 1988.) američki je profesionalni košarkaš. Igra na poziciji centra, a trenutačno je član NBA momčadi Los Angeles Lakers. Izabrali su ga u 1. krugu (18. ukupno) NBA drafta 2008. Washington Wizardsi.

## Karijera

### Sveučilište
McGee je na sveučilištu Nevada - Reno proveo dvije sezone. Kao freshman u prosjeku je postizao 3,3 koša, 2,2 skoka i 0,9 blokada za 10 odigranih minuta. U drugoj sezoni postaje članom prve prve petorke i u prosjeku postiže 14,3 koša i 7,3 skoka. S 2,8 blokada u prosjeku po utakmici predvodio je ljestvicu najboljih blokera Western Athletic konferencije. McGee je nakon druge sezone odlučio napustiti sveučilište i prijaviti se na NBA draft 2008. godine. 

### NBA
Izabran je kao osamnaesti izbor drafta od strane Washington Wizardsa. S Wizardsima je potpisao dvogodišnji ugovor vrijedan nešto više od 2 milijuna američkih dolara. Rookie sezonu je započeo ulazeći s klupe, ali krajem sezone nametnuo se kao startni centar Wizardsa. 23. siječnja 2009. u utakmici protiv Los Angeles Lakersa postigao je učinak karijere od 18 poena i 9 skokova. Ukupno je odigrao 75 utakmica i u prosjeku postizao 6,5 koševa, 3,9 skokova i jednu blokadu po utakmici.

## NBA statistika

### Regularni dio
| Godina    | Klub       | Odig. uta. | Uta. poč. | Min. | 2P%  | 3P%  | Sl. bac.% | Skok. | Asist. | Ukr. lop. | Blok. | Poena |
| --------- | ---------- | ---------- | --------- | ---- | ---- | ---- | --------- | ----- | ------ | --------- | ----- | ----- |
| 2008./09. | Washington | 75         | 14        | 15,2 | ,494 | ,000 | ,660      | 3,9   | ,3     | ,4        | 1,0   | 6,5   |
| Ukupno    |            | 75         | 14        | 15,2 | ,494 | ,000 | ,660      | 3,9   | ,3     | ,4        | 1,0   | 6,5   |

## Vanjske poveznice
- Profil na NBA.com
- Profil  Arhivirana inačica izvorne stranice od 5. svibnja 2021. (Wayback Machine) na Basketball-Reference.com
- Profil na Yahoo!